# Benjamin Darbelet
Benjamin Darbelet (Dijon, 13 de noviembre de 1980) es un deportista francés que compitió en judo.
Participó en los Juegos Olímpicos de Pekín 2008, obteniendo una medalla de plata en la categoría de –66 kg. Ganó cinco medallas en el Campeonato Europeo de Judo entre los años 2003 y 2007.

## Palmarés internacional
| Juegos Olímpicos   | Juegos Olímpicos        | Juegos Olímpicos  | Juegos Olímpicos |
| Año                | Lugar                   | Medalla           | Categoría        |
| ------------------ | ----------------------- | ----------------- | ---------------- |
| 2008               | Pekín (China)           | Medalla de plata  | –66 kg           |
| Campeonato Europeo |                         |                   |                  |
| Año                | Lugar                   | Medalla           | Categoría        |
| 2003               | Düsseldorf (Alemania)   | Medalla de oro    | –66 kg           |
| 2004               | Bucarest (Rumania)      | Medalla de bronce | –66 kg           |
| 2005               | Róterdam (Países Bajos) | Medalla de bronce | –66 kg           |
| 2006               | Tampere (Finlandia)     | Medalla de plata  | –66 kg           |
| 2007               | Belgrado (Serbia)       | Medalla de bronce | –66 kg           |